# スティーブン・ワトソン
スティーブン・ワトソン（Stephen Watson、1974年2月18日 - ）は、南アフリカのレーシングドライバー。ダーバン出身。

## 経歴
イギリスF3選手権、ドイツF3選手権などの有力フォーミュラ3シリーズに参戦。国際F3000選手権とイギリスF2選手権を経て、ル・マン24時間レース、マカオグランプリ、BPRグローバルGTシリーズ、FIA GT選手権、アメリカン・ル・マン・シリーズ、鈴鹿1000kmなどに参戦した。
国際F3000では、1995年から1997年にかけて参戦。3シーズン目の1997年に、ポイントを獲得した。
1995年2月にコンストラクターのローラが制作したF1マシン、ローラ・T95/30のテストドライバーとして採用されたが、ローラが参戦資金を集められず1997年からの参戦計画を延期（実質上の中止）したため、テスト走行はほとんど行われずにマシンはコレクターに売却されてしまった。1998年から1999年にかけてF1アロウズチームのテストドライバーを務めていた。

## レース戦績

### 国際F3000選手権
(key) (太字はポールポジション、斜字はファステストラップ)
| 年     | エントラント             | シャシー       | エンジン            | 1       | 2       | 3       | 4       | 5       | 6      | 7       | 8       | 9      | 10      | 順位 | ポイント |
| ------ | ------------------------ | -------------- | ------------------- | ------- | ------- | ------- | ------- | ------- | ------ | ------- | ------- | ------ | ------- | ---- | -------- |
| 1995年 | ノルディック・レーシング | ローラ・T95/50 | コスワース・AC      | SIL Ret | CAT 11  | PAU 12  | PER 7   | HOC Ret | SPA 12 | EST Ret | MAG 12  |        |         | 19位 | 0        |
| 1996年 | チーム・アルファ・プラス | ローラ・T96/50 | ザイテック-ジャッド | NÜR Ret | PAU Ret | PER Ret | HOC Ret | SIL 18  | SPA 16 | MAG 11  | EST Ret | MUG 16 | HOC 10  | 23位 | 0        |
| 1997年 | デュランゴ フォーミュラ  | ローラ・T96/50 | ザイテック-ジャッド | SIL 15  | PAU DNQ | HEL 6   | NÜR 16  | PER 7   | HOC 12 | A1R Ret | SPA 6   | MUG 15 | JER Ret | 20位 | 2        |